# Cái Bèo

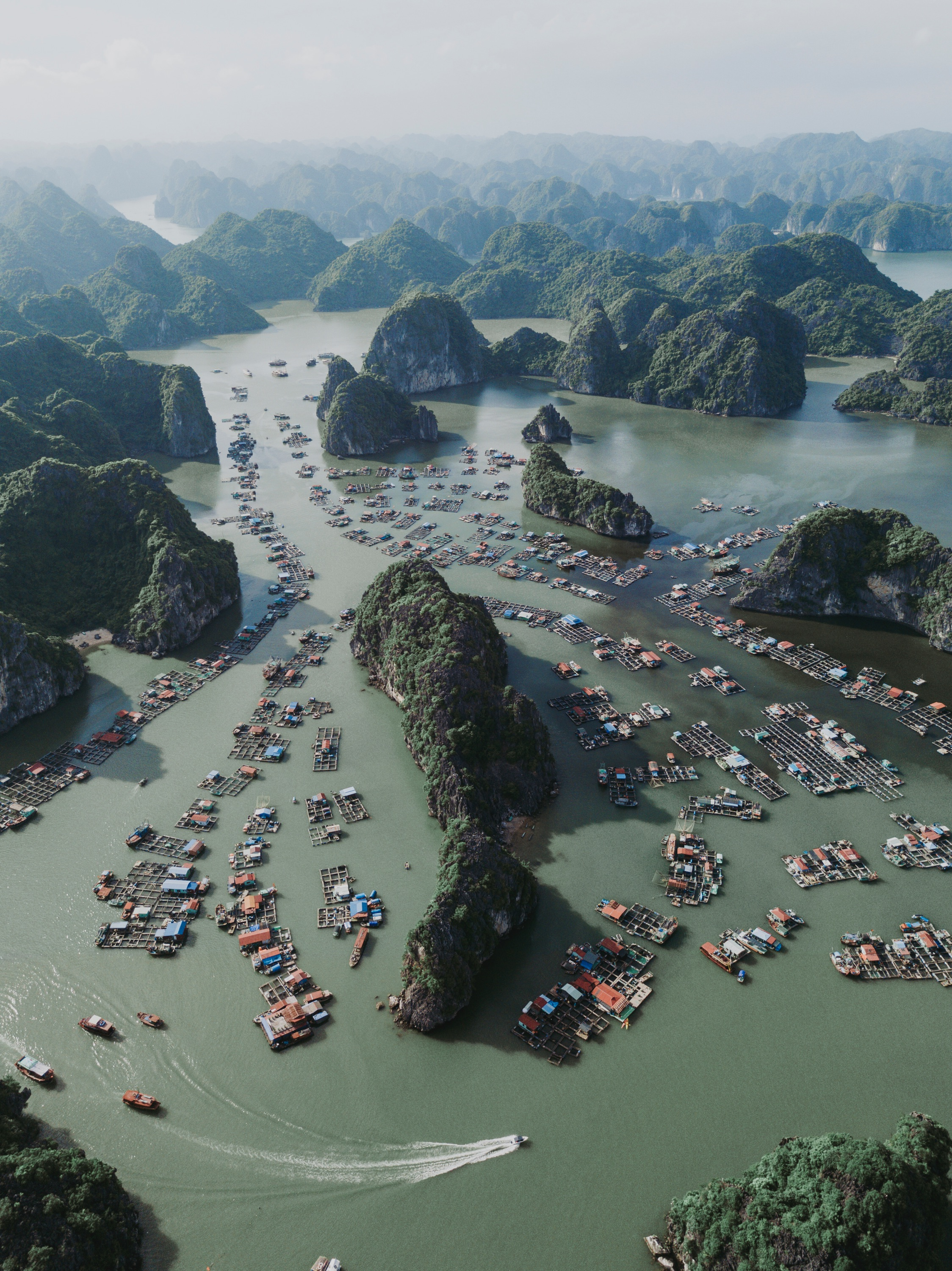
Làng chài khu vực Cái Bèo ngày nay nhìn từ trên cao

Cái Bèo là một di chỉ khảo cổ trên đảo Cát Bà thuộc địa phận thành phố Hải Phòng, Việt Nam. Với các hiện vật có niên đại 4.000–7.000 năm được phát hiện, di chỉ này đã được các nhà khảo cổ học nhận định là làng chài biển cổ có quy mô lớn nhất hiện được biết ở Việt Nam.

## Vị trí
Di chỉ Cái Bèo nằm giữa thung lũng núi đá vôi, chạy dọc bờ biển theo hướng Bắc Nam ở phía Đông thị trấn Cát Bà, tại tọa độ 20°43′43″B 107°3′25″Đ / 20,72861°B 107,05694°Đ. Theo một số liệu khảo sát vào khoảng năm 2009, toàn bộ khu vực Cái Bèo có tổng diện tích là 209.330 m², bao gồm 109.239 m² mặt nước và 43.493 m² đất thung lũng (trong đó có di chỉ Cái Bèo). Di chỉ rộng 18.000 m² (chiếm 41,4% đất thung lũng), dốc 8° từ tây sang đông, cao trung bình 4 m so với mặt nước biển. Ba mặt của di chỉ được bao bọc bởi dãy núi Long Nhan, phía trước là vùng biển kín gió. Khu vực này hiện đã có nhiều công trình được xây dựng.

## Lịch sử
Di chỉ này ban đầu có tên Baie des Pêcheurs (có nghĩa là Vịnh Làng Chài), được nữ khảo cổ học người Pháp Madeleine Colani phát hiện vào năm 1938 trong cuộc điều tra khảo cổ học trên vịnh Hạ Long. Trong báo cáo khi đó, bà cho biết di tích này nằm giữa cánh đồng, chạy dọc bờ biển, trên mặt phủ đầy trầm tích cùng một thời tiền sử, thuộc thời đại đồ đá mới. Một số tài liệu trước đây cho biết bà M.Colani đã cho đào thám sát một hố dài tại đây, tuy nhiên các tài liệu sau này đã đính chính lại thông tin này sau khi nhận thấy các báo cáo của bà Colani về di chỉ khi đó không ghi chép thông tin nào về việc khai quật hay đào thám sát.
Theo nhà khảo cổ Nguyễn Khắc Sử, sau thời điểm này cho đến năm 1971, trên đảo Cát Bà không có cuộc điều tra khảo cổ học nào khác. Trong chiến tranh Việt Nam, đảo Cát Bà, trong đó có di chỉ Cái Bèo, là một trong những địa điểm bị quân đội Hoa Kỳ ném bom. Đầu năm 1972, một đoàn cán bộ Viện Khảo cổ học đã tiến hành điều tra khảo cổ trên đảo Cát Bà và đào 2 hố thám sát tại di chỉ này. Dựa vào kết quả thám sát, các nhà khảo cổ cho rằng di chỉ thuộc văn hóa Hạ Long, niên đại hậu kỳ đồ đá mới.
Để đóng góp thêm tư liệu nghiên cứu văn hóa Hạ Long, từ ngày 16 tháng 8 đến ngày 30 tháng 9 năm 1973 , Viện Khảo cổ học Việt Nam và Sở Văn hóa – Thông tin thành phố Hải Phòng (nay là Sở Văn hóa và Thể thao) tiến hành khai quật khảo cổ di chỉ lần thứ nhất. Trong đợt khai quật này, các nhà khảo cổ đã đào bốn hố liền kề nhau tạo nên một hình chữ nhật có chiều bắc nam dài 17 m, đông tây 13 m, tổng diện tích là 221 m² ở trung tâm di chỉ. Kết quả khai quật cho biết di chỉ có địa tầng dày 3,2 m, nguyên vẹn, có các lớp đất cấu tạo khác nhau, phân bố theo một trật tự nhất định, hợp thành 3 tầng văn hóa. Tầng văn hóa đầu ở độ sâu 2,4–3,2 m thuộc sơ kỳ thời đại đá mới, tầng tiếp theo ở độ sâu 1,2–2,4 m thuộc hậu kỳ thời đại đá mới, tầng cuối ở độ sâu 0,2–1,2 m thuộc văn hóa Hạ Long. Xen giữa tầng văn hóa II với tầng văn hóa III là lớp sạn sỏi biển. Đây là lớp vô sinh, do thiên nhiên tạo ra và có thể liên quan đến sự dao động mực nước biển. Hiện vật tìm thấy trong đợt khai quật này gồm có 2 bếp, 488 hiện vật đá, gần 15.000 mảnh gốm, trên 100 kg xương cá, một số xương động vật trên cạn và vỏ nhuyễn thể nước mặn.
Sau đợt khai quật này, di chỉ chính thức được đặt tên là Cái Bèo. Theo ngư dân ở đây, bèo có nghĩa là vũng vịnh biển, còn cái có nghĩa là to, rộng, lớn. Cái Bèo là một trong số ít những vũng vịnh lớn trên đảo Cát Bà được cư dân thời tiền sử chọn lựa làm nơi cư trú lâu dài.
Cuộc khai quật lần thứ hai được tiến hành vào tháng 12 năm 1981, do Viện Bảo tàng Lịch sử Việt Nam và Bảo tàng Hải Phòng hợp tác thực hiện. Hố khai quật có diện tích 78 m² (chiều bắc nam 13 m, đông tây 6 m), nằm ở phía đông bắc di chỉ, gần bờ biển hơn so với hố khai quật năm 1973. Mục đích lần khai quật này là để tìm hiểu thêm địa tầng của di chỉ và yêu cầu cần khảo sát lại đồng thời xây dựng lại khu di tích lịch sử của Hải Phòng. Địa tầng di chỉ có 15 lớp đất đào, với hai tầng văn hóa khảo cổ. Tầng văn hóa I ở dưới thuộc văn hóa Tiền Hạ Long, tầng văn hóa II ở trên thuộc văn hóa Hạ Long; giữa hai tầng văn hóa có một lớp cát và sỏi biển dày 20 cm ngăn cách. Trong lần khai quật này tìm thấy 2 bếp và 1 mộ táng; bếp giống bếp khai quật 1973, mộ gặp ở lớp văn hóa I, mộ chôn nằm co, đầu quay về phía tây. Di cốt này được cho là thuộc loại hình Australo–Melanesien của cư dân Tiền Hạ Long. Hiện vật thu được gồm có xương động vật như xương cá, xương thú; đồ đá như chày nghiền, bàn nghiền, hòn kê, bàn mài, rìu, đục; hiện vật gốm có gốm xốp, gốm mịn thuộc lớp văn hóa trên và gốm thô, dày thuộc lớp văn hóa dưới.
Cuộc khai quật lần thứ ba được tiến hành vào tháng 12 năm 1986 do Viện Khảo cổ học tiến hành. Khu vực khai quật rộng 90 m² ở góc tây bắc di chỉ, sát chân núi. Tầng văn hóa dày 2,2 m, mỏng ở chân núi và dày dần về phía biển, gồm 4 lớp địa tầng. Tuy nhiên, do các hố khai quật ở vị trí khác nhau, nên cấu tạo và trật tự các lớp không giống nhau. Trong hố khai quật thu được 180 công cụ đá, trong đó có 100 công cụ cuội ghè đẽo (56,7%), 11 công cụ mài (6,2%), 66 chày, hòn kê, bàn nghiền và bàn mài (37%). Có khoảng 11.300 mảnh gốm thu được trong đợt khai quật này, gồm 3 loại chất liệu: 18% là gốm thô, 73% là gốm mịn, 9% là gốm xốp. Kết quả khai quật lần này cho rằng di chỉ Cái Bèo có 2 giai đoạn: giai đoạn sớm – tầng dưới dày 1,0 m, giai đoạn muộn – tầng trên dày 1,0 m. Giữa hai giai đoạn này không thấy có lớp ngăn cách, nhưng vẫn nhận ra sự khác biệt giữa hai lớp. Điểm mới đáng chú ý trong cuộc khai quật này là tỷ lệ công cụ cuội ghè đẽo ở đây rất cao, công cụ mài toàn thân rất hạn chế, không thấy bôn có vai, có nấc như các lần khai quật trước. Tỷ lệ gốm xốp kiểu Hạ Long rất thấp và không thật điển hình.
Cuộc khai quật lần thứ tư được tiến hành vào tháng 12 năm 2006 do Viện Khảo cổ học phối hợp với Bảo tàng Hải Phòng và Phòng Văn hóa huyện Cát Hải thực hiện. Mục tiêu cơ bản của lần khai quật này là xác định phạm vi phân bố di chỉ Cái Bèo, mức độ bảo tồn và giá trị của di tích, làm cơ sở cho việc khoanh vùng bảo vệ, xếp hạng di tích quốc gia; bổ sung hiện vật trưng bày Bảo tàng Hải Phòng. Các nhà khảo cổ đã đào khai quật 10 hố trên tổng diện tích 54 m². Trong các hố khai quật thu được 137 hiện vật đá, 1.424 mảnh gốm và 568 di cốt động vật, vỏ các loài nhuyễn thể biển và di tích bếp. Kết quả khảo sát cho thấy di chỉ Cái Bèo có diện tích 18.000 m², dốc thoai thoải khoảng 8° từ tây sang đông, cao trung bình 4 m so với mặt biển khi đó. Trong đó, khoảng 8.000 m² có tầng văn hóa nguyên vẹn, di vật phong phú, được bảo tồn tốt, có sự diễn biến các lớp văn hóa khảo cổ xen lẫn các lớp sỏi sạn biển, cần thiết giữa lại để nghiên cứu; trên diện tích 10.000 m² còn lại, tầng văn hóa bị đào phá, không nguyên vẹn, không còn khả năng khai quật.
Các bằng chứng từ cuộc khai quật cho thấy Cái Bèo là nơi cư trú của ngư dân cổ. Cách đây khoảng 7.000 năm, người Cái Bèo sinh sống chủ yếu nhờ vào đánh cá biển và bắt sò, hàu; cuộc sống này được duy trì đến cách đây 4.500 năm. Cư dân định cư ở Cái Bèo phát triển qua nhiều thời đại từ Trung kỳ đá mới đến Sơ kỳ đồ đồng. Từ săn bắt, hái lượm, đánh cá sang định cư nông nghiệp được coi là quá trình phát triển văn hóa Cái Bèo sang văn hóa Hạ Long. Những cư dân đầu tiên ở Cái Bèo có nguồn gốc bản địa, nhiều khả năng là con cháu người cổ thuộc văn hóa Hòa Bình, văn hóa Bắc Sơn.
Ngày 22 tháng 1 năm 2009, Bộ Văn hóa, Thể thao và Du lịch ban hành Quyết định số 316/QĐ-BVHTTDL về việc xếp hạng di tích quốc gia đối với di tích khảo cổ Cái Bèo.
Tháng 10 năm 2022, Bộ Văn hóa, Thể thao và Du lịch đã cấp phép cho Bảo tàng Hải Phòng phối hợp với Trường Đại học Khoa học Xã hội và Nhân văn, Đại học Quốc gia Hà Nội và các chuyên gia của Đại học Quốc gia Úc khai quật khảo cổ tại di tích Cái Bèo. Theo đó, thời gian khai quật diễn ra từ ngày 16 tháng 11 đến ngày 23 tháng 12 năm 2022, trên diện tích 50 m².